# 윤은호
윤은호(尹恩鎬, 1986년 11월 21일~)는 대한민국의 문화경영학자이자, 인하대학교 초빙교수이다.

## 생애
학부 입시 당시 서울대학교 장애인 전형에 지원했으나, 자폐성 장애라는 이유로 응시 자격을 인정받지 못해 정시로 인하대학교에 진학하였다. 책을 많이 읽은 인하대학교 학생에 꼽히기도 했다. 인하대학교에서 학사와 석사, 박사를 취득했으며, 박사 취득 당시 한국 최초의 등록 자폐성 장애인 박사로 기록되었다. 이후 모교와 인천대학교에서 연구원으로 활동하기도 하고, 철도신문 기자로도 활동하였으며, 2019년 2학기에는 공개모집 절차를 거쳐 인하대학교 초빙교수가 되어 3학점짜리 학부 과목을 맡았다.
아버지가 개척한 회창교회와 오랫동안 다닌 숭의교회에서 개신교 신앙생활을 하고 있다.

## 저서
- 《코스프레》, 커뮤니케이션북스, 2019년, ISBN 9791128800856